# Zollgrenzschutz

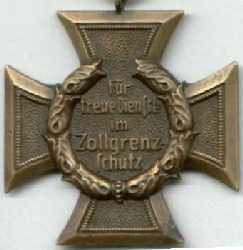
Décoration du Zollgrenzschutz.

Le Zollgrenzschutz (ZGS) (Protection frontalière de la douane, en français) était chargé de garder les frontières du Troisième Reich et les limites de la plupart des territoires occupés entre 1937 et 1945.

## Histoire
Au sein de l'Empire allemand, chaque État fédéré, est responsable de la garde des frontières et de la collecte des droits de douane, conformément aux dispositions en vigueur dans le Zollverein.
Une réforme de ce système est introduite sous la houlette de Matthias Erzberger en 1920. Ainsi la perception des droits de douane et les gardes-frontières sont unifiés. Cependant, la Bavière, la Prusse et la Saxe conservent leurs propres polices des frontières.
Après la prise du pouvoir par les nazis en 1933, les missions et l'organisation des douanes restent les mêmes. En 1936, le Reichsführer-SS Heinrich Himmler devient chef de la police et tente de réorganiser les douanes à partir des renseignements obtenus par la police et les SS.
Le 20 mars 1937, le ministère des Finances du Reich reçoit un télégramme de Hermann Göring pour une réunion deux jours plus tard. Son Sujet devrait être la sécurité de l'État, notamment la garde des frontières. Les participants croient que Himmler veut parvenir à son but, en particulier après la mort soudaine du chef du Département des douanes quelques jours auparavant. Les documents sont déjà préparés et le ministre des Finances du Brandebourg, Johannes Hoßfeld (de), est nommé inspecteur général du Zollgrenzschutz ; c'est la première fois que le nom de Zollgrenzschutz est utilisé.
Durant cette réunion, il apparaît que Himmler dispose de fausses informations sur les douanes, Göring refuse alors une subordination aux SS alors que la police des frontières de la SS perçoit déjà plus de droits aux frontières. Cela créé une dualité, qui durera presque jusqu'à la fin de la guerre.
Le ZGS reçoit de nouvelles missions et de nouveaux uniformes en 1937. En 1938 et 1939, il prend part à l'occupation de l'Autriche, des Sudètes, de la Tchéquie et du territoire de Memel.
Durant la Seconde Guerre mondiale, le ZGS est présent aux frontières des pays occupés et lutte contre la contrebande. Dix mille hommes sont mobilisés pour la France et sept mille par le Gouvernement général de Pologne. Les campagnes en Scandinavie, contre la Yougoslavie et l'Union soviétique sont suivies par les ministères du ZGS. De plus en plus, le ZGS participe à des missions militaires en complément de la défense d'un système économique. Après le retrait de l'Italie de l'Axe Rome-Berlin-Tokyo en 1943, le ZGS intervient dans ce pays.

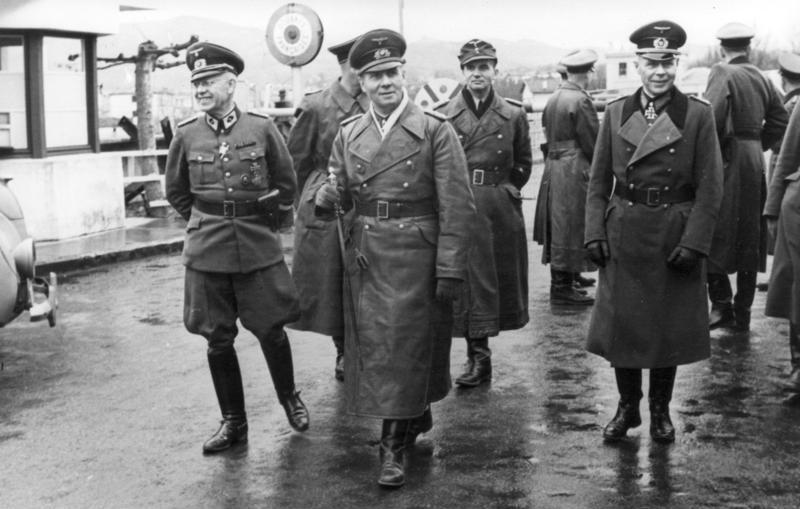
Visite d'Erwin Rommel à la douane de Hendaye le 9 février 1944 guerre mondiale, accompagné (à droite) par le général Hans von Obstfelder ; un officier du Zollgrenzschutz est à l'extrême gauche de la photo.

De plus en plus, le personnel du ZGS est transféré vers la Wehrmacht. Il est remplacé par des hommes de la Volksdeutsche pour le renforcer.
Durant cette année, les partisans s'en prennent au ZGS. Les locaux deviennent des forteresses et les hommes sont équipés d'armes automatiques.
Après le complot du 20 juillet 1944, Hitler subordonne le ZGS à la SS, qui prend le contrôle de l’institution. En novembre 1944, les membres du ZGS sont regroupés en bataillons et envoyés sur les fronts occidentaux et orientaux, en Bohême-Moravie et en Silésie. Les unités les plus faibles militairement ou obsolètes subissent de grandes pertes et sont éliminées rapidement. Le 2 mai 1945, le nouveau gouvernement du Reich place à  nouveau cette administration sous la tutelle du ministère des Finances.
Après la capitulation du Troisième Reich, le Zollgrenzschutz est dissous par les Alliés qui créent leurs propres douanes et reprennent leurs missions.

## Organisation
Le Zollgrenzschutz n'est pas une organisation indépendante au sein de l'administration des Finances du Reich, mais une fusion conceptuelle des différents départements. En outre, l'inspecteur général a seulement le droit de donner des instructions sur les questions frontalières. L'organisation est la suivante :
- Ministre des Finances du Reich
  - Secrétaire d'État
    - Inspecteur général du Zollgrenzschutz

  - Ministre des Finances régional (poste de commandement à l'étranger ou d'un centre de commandement central)
    - Chef du département des douanes
      - Chef d'unité à la frontière

    - Chef du bureau principal des douanes (autorité de commandement à l'étranger)
      - Chef du commissaraiat de district des douanes
        - Chef du bureau de contrôle des frontières

### Drapeaux des titulaires de services de l'administration fiscale et douanière
Le 22 août 1939, les membres de l'administration des Finances du Reich ont droit d'arborer leurs propres drapeaux sur leurs véhicules. Les supports devaient être mis à gauche alors que le côté droit est pour le drapeau du Reich. Tous les drapeaux ont un fond vert. L'aigle des douanes a une forme particulière, et les tresses sont de couleur or ou aluminium.

1
2
3
4
5
6
7
8

1 = Ministre, 25x25 cm, aigle large de 18 cm, liserés en or larges de 16  et   4,5 mm

2 = Secrétaire d'État, comme le ministre, sans le liseré de 4,5 mm

3 = Inspecteur général du Zollgrenzschutz et directeur du cabinet, 20x30 cm, aigle large de 18 cm, liserés en or larges de 16 mm

4 = Président des finances du Land avec des frontières, comme l'inspecteur général, avec liseré de 10 mm 

5 = Président des finances de secteur avec liseré, aigle large de 18 cm, liseré large de 15 mm, en aluminium

6 = Référent aux frontières, comme le président des finances, liseré large de 8 mm

7 = Responsable du bureau des douanes (Grenze), Fanion de 20 sur 30 cm, aigle large de 14 cm, liseré de 8 mm

8 = Chef de district du bureau des douanes, liseré de 4,5 mm.

## Source, notes et références
- (de) Cet article est partiellement ou en totalité issu de l’article de Wikipédia en allemand intitulé « Zollgrenzschutz » (voir la liste des auteurs).